# Nikolas Proesmans
Nikolas Rubens Proesmans (Tongeren, 11 maggio 1992) è un calciatore belga, centrocampista della Sangiustese.

## Caratteristiche tecniche
Gioca come centrale di centrocampo, e può essere impiegato sia come playmaker che come centrocampista difensivo.

## Carriera

### Club

#### Sint-Truiden
Cresce nelle giovanili del Sint-Truiden, con cui debutta nel calcio il 20 marzo 2011, in campionato, perdendo 2-0 in casa contro il Lokeren all'ultima della stagione regolare. Il 23 aprile segna la sua prima rete in carriera, quella del momentaneo 1-0 nell'1-1 della sfida dei playoff per l'Europa League sul campo del Lierse. Va via dal Belgio dopo una stagione e mezza avendo ottenuto 6 presenze e 1 rete.

#### Ujpest
A gennaio 2012 passa agli ungheresi dell'Újpest, con i quali esordisce il 25 febbraio nell'andata dei quarti di Coppa d'Ungheria, vinta 3-1 in trasferta contro il Baja. La prima in campionato arriva invece il 3 marzo nell'1-1 casalingo contro il Siófok. Il 13 marzo segna il suo primo gol nel ritorno dei quarti di Coppa d'Ungheria in casa contro il Baja, siglando il 3-0 nella vittoria per 4-0. Chiude l'esperienza ungherese dopo 2 stagioni e mezza, con 32 apparizioni e 1 gol in prima squadra e 4 con la squadra riserve, militante in seconda serie, vincendo la Coppa d'Ungheria all'ultima stagione.

#### Ararat
Dopo essere rimasto per 6 mesi senza squadra, a gennaio 2015 va a giocare in Armenia, all'Ararat. Debutta in campionato il 1º marzo, in casa contro lo Širak, perdendo per 4-2. In 6 mesi di permanenza ottiene 11 presenze, non riuscendo però ad evitare l'ultimo posto in classifica e la conseguente retrocessione in Araǰin Xowmb.

#### Corridonia
Nell'estate 2015 si trasferisce in Italia, accasandosi in Eccellenza, al Corridonia. Chiude il campionato all'ultimo posto, retrocedendo in Promozione.

#### Jesina e Sangiustese
Nel luglio 2016 passa alla Jesina, in Serie D, con la quale esordisce alla prima di campionato, il 4 settembre, in casa contro la Recanatese, sfida vinta per 2-0. Il 29 novembre rescinde il contratto. Il 5 dicembre si accorda con la Sangiustese, squadra di Eccellenza. Con i rossoblu vince l'Eccellenza Marche 2016-2017 e viene promosso in Serie D.

### Nazionale
Nel 2010 gioca una partita con l'Under-18, un'amichevole contro la Russia, e una con l'Under-19, un'amichevole contro il Lussemburgo.

## Statistiche

### Presenze nei club
Statistiche aggiornate al 10 settembre 2017.
| Stagione            | Squadra             | Campionato          | Campionato | Campionato | Coppe nazionali | Coppe nazionali | Coppe nazionali | Coppe continentali | Coppe continentali | Coppe continentali | Altre coppe | Altre coppe | Altre coppe | Totale | Totale | Totale |
| Stagione            | Squadra             | Comp                | Pres       | Reti       | Comp            | Pres            | Reti            | Comp               | Pres               | Reti               | Comp        | Pres        | Reti        | Pres   | Reti   |        |
| ------------------- | ------------------- | ------------------- | ---------- | ---------- | --------------- | --------------- | --------------- | ------------------ | ------------------ | ------------------ | ----------- | ----------- | ----------- | ------ | ------ | ------ |
| 2010-2011           | Sint-Truiden        | PL                  | 1+5        | 0+1        | CB              | 0               | 0               | -                  | -                  | -                  | -           | -           | -           | 6      | 1      |        |
| 2011-gen. 2012      | Sint-Truiden        | PL                  | 0          | 0          | CB              | 0               | 0               | -                  | -                  | -                  | -           | -           | -           | 0      | 0      |        |
| Totale Sint-Truiden | Totale Sint-Truiden | Totale Sint-Truiden | 6          | 1          | -               | 0               | 0               | -                  | -                  | -                  | -           | -           | -           | 6      | 1      |        |
| gen.-giu. 2012      | Újpest II           | NBII                | 2          | 0          | -               | -               | -               | -                  | -                  | -                  | -           | -           | -           | 2      | 0      |        |
| gen.-giu. 2012      | Újpest              | NBI                 | 5          | 0          | MK+MLL          | 3+0             | 1+0             | -                  | -                  | -                  | -           | -           | -           | 8      | 1      |        |
| 2012-2013           | Újpest II           | NBII                | 2          | 0          | -               | -               | -               | -                  | -                  | -                  | -           | -           | -           | 2      | 0      |        |
| Totale Ujpest II    | Totale Ujpest II    | Totale Ujpest II    | 4          | 0          | -               | -               | -               | -                  | -                  | -                  | -           | -           | -           | 4      | 0      |        |
| 2012-2013           | Újpest              | NBI                 | 11         | 0          | MK+MLL          | 0+1             | 0+0             | -                  | -                  | -                  | -           | -           | -           | 12     | 0      |        |
| 2013-2014           | Újpest              | NBI                 | 9          | 0          | MK+MLL          | 3+0             | 0+0             | -                  | -                  | -                  | -           | -           | -           | 12     | 0      |        |
| Totale Ujpest       | Totale Ujpest       | Totale Ujpest       | 25         | 0          | -               | 7               | 1               | -                  | -                  | -                  | -           | -           | -           | 32     | 1      |        |
| 2014-2015           | Ararat              | BC                  | 11         | 0          | HAG             | 0               | 0               | -                  | -                  | -                  | -           | -           | -           | 11     | 0      |        |
| 2015-2016           | Corridonia          | E                   | ?          | ?          | CID             | ?               | ?               | -                  | -                  | -                  | -           | -           | -           | ?      | ?      |        |
| lug.-nov. 2016      | Jesina              | D                   | 8          | 0          | CISD            | 0               | 0               | -                  | -                  | -                  | -           | -           | -           | 8      | 0      |        |
| nov.2016-2017       | Sangiustese         | E                   | ?          | ?          | CID             | ?               | ?               | -                  | -                  | -                  | -           | -           | -           | ?      | ?      |        |
| 2017-2018           | Sangiustese         | D                   | 2          | 0          | CI-D            | 2               | 0               | -                  | -                  | -                  | -           | -           | -           | 4      | 0      |        |
| Totale Sangiustese  | Totale Sangiustese  | Totale Sangiustese  | 2+         | 0+         | -               | 2+              | 0+              | -                  | -                  | -                  | -           | -           | -           | 4+     | 0+     |        |
| Totale carriera     | Totale carriera     | Totale carriera     | 56         | 1          | -               | 9               | 1               | -                  | -                  | -                  | -           | -           | -           | 65     | 2      |        |

## Palmarès

### Club
- Coppa d'Ungheria: 1

Újpest: 2013-2014
- Eccellenza: 1

Sangiustese: 2016-2017